# Italiaanse cipres
De Italiaanse cipres (Cupressus sempervirens) is een boom uit de cipresfamilie (Cupressaceae). De slanke, statige cipres uit het Middellandse Zeegebied wordt vaak aangeplant in tuinen en in parken. Ook het hout is waardevol. De boom kan een hoogte van maximaal 25 m bereiken.

## Beschrijving
De kroon is meestal smal en zuilvormig en loopt spits toe. Soms is de kroon meer piramidevormig doordat de takken meer gespreid staan. De schors is bruingrijs en heeft ondiepe richels die in een spiraalvorm lopen.

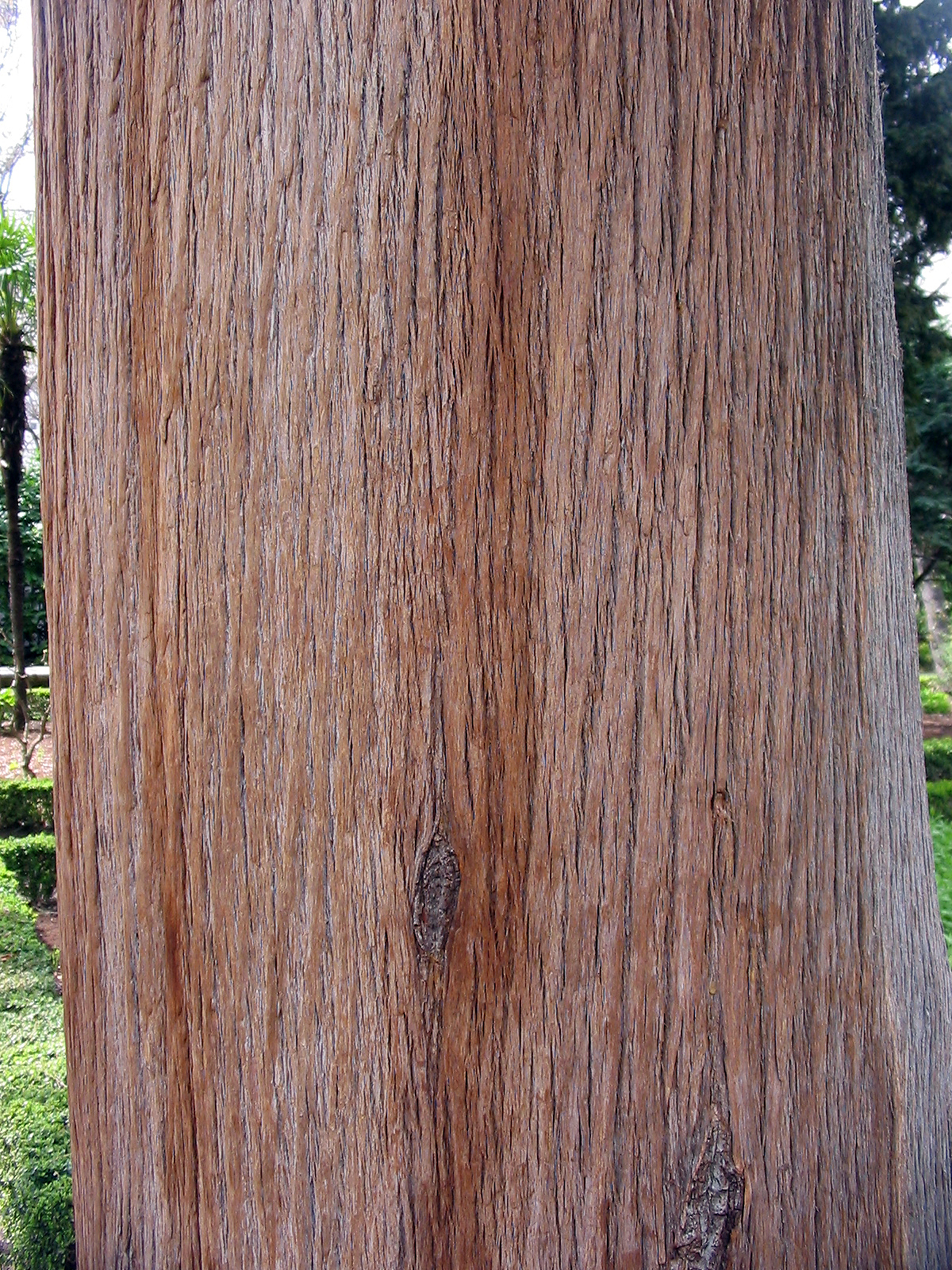
Schors

De bladeren zijn donkergroen, schubachtig en driehoekig. Ze zijn 1 mm lang en overlappen elkaar in lange rijen.
De mannelijke kegels zijn groenachtig en hebben de vorm van een ei. Ze zijn 3 mm lang en zitten bevestigd aan de toppen van twijgen. De vrouwelijke kegels zijn groen en bolvormig. Deze worden donker en later dofgrijs. Het formaat is ongeveer 4 × 3 cm. De schubben hebben een centrale bobbel.

## Toepassingen
De Italiaanse cipres levert sterk, duurzaam hout met een aangename geur. Nog een positieve eigenschap is dat het niet snel rot. Italiaans cipressenhout wordt gebruikt voor houtsnijwerk en meubels, maar tevens voor staken en stutten in wijngaarden. Van de bladeren en zaden wordt beweerd dat ze een genezende werking hebben.
Spaanse en Italiaanse onderzoekers kijken naar de mogelijkheden om cipressen te gebruiken om grote bosbranden te voorkomen. De bomen dienen dan als een schild tussen verschillende bosgedeelten.

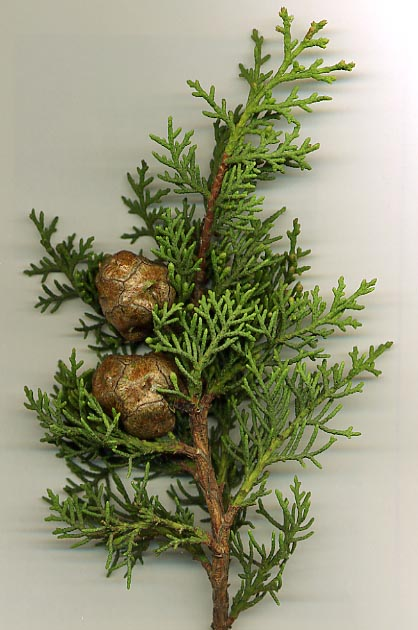
Twijg met kegels van Italiaanse cipres

... · 
C. dupreziana · 
C. macrocarpa (Montereycipres) · 
C. nootkatensis (Nootkacipres) · 
C. sempervirens (Italiaanse cipres) · 
Cupressocyparis ×leylandii (Leylandcipres) · 
...